# Ramon di Clemente
Ramon di Clemente (Johannesburgo, 2 de mayo de 1975) es un deportista sudafricano que compitió en remo.
Participó en tres Juegos Olímpicos de Verano, obteniendo una medalla de bronce en Atenas 2004, en la prueba de dos sin timonel, el sexto lugar en Sídney 2000 y el quinto en Pekín 2008, en la misma prueba.
Ganó cuatro medallas en el Campeonato Mundial de Remo entre los años 2001 y 2005.

## Palmarés internacional
| Juegos Olímpicos   | Juegos Olímpicos | Juegos Olímpicos  | Juegos Olímpicos |
| Año                | Lugar            | Medalla           | Prueba           |
| ------------------ | ---------------- | ----------------- | ---------------- |
| 2004               | Atenas (Grecia)  | Medalla de bronce | Dos sin timonel  |
| Campeonato Mundial |                  |                   |                  |
| Año                | Lugar            | Medalla           | Prueba           |
| 2001               | Lucerna (Suiza)  | Medalla de bronce | Dos sin timonel  |
| 2002               | Sevilla (España) | Medalla de plata  | Dos sin timonel  |
| 2003               | Milán (Italia)   | Medalla de bronce | Dos sin timonel  |
| 2005               | Kaizu (Japón)    | Medalla de plata  | Dos sin timonel  |